# Szeroka Kopa (Góry Bialskie)
Szeroka Kopa (G. Krzemień) – wzniesienie o wysokości 901 m n.p.m., w południowo-zachodniej Polsce, w Górach Bialskich, w Sudetach Wschodnich.

## Położenie
Wzniesienie położone, w północnej części Gór Bialskich w Sudetach Wschodnich, około 0,8 km, na zachód od południowej granicy małej wioski Bielice i 1,1  km na południowy wschód od wzniesienia Płoska.

## Fizjografia
Wzniesienie o zróżnicowanych zboczach i niewielkim szczycie. Charakteryzujące się wyraźnymi stromymi zboczami podkreślonymi dolinami górskich potoków, nieregularną rzeźbą i urozmaiconym ukształtowaniem. Wzniesienie wyraźnie wydzielają doliny potoków lewych dopływów Białej Lądeckiej: Płacznika od południowego zachodu, bezimiennego potoku od północnego wschodu i Białej Lądeckiej od południowego wschodu. Całe wzniesienie położone jest na obszarze Śnieżnickiego Parku Krajobrazowego. Wyrasta na południowo-wschodnim zboczu  Płoski. Wzniesienie ma postać wydłużonej kopuły na kierunku (NW-SE), o spłaszczonej powierzchni szczytowej i dość stromo opadających zboczach: wschodnim, południowym i północnym. Zachodnio-północne zbocze wąskim, prawie płaskim pasem grzbietowym minimalnie opada w stronę niewielkiego siodła, przechodząc w zbocze wyższego o 134 m wzniesienia Płoska. Południowo-wschodnim podnóżem równolegle do Białej Lądeckiej prowadzi droga lokalna. Wzniesienie od południowo-zachodniej strony góruje nad miejscowością Bielice. Położenie wzniesienia, kształt i wyraźnie podkreślona część szczytowa czynią wzniesienie rozpoznawalnym w terenie.

## Geologia
Wzniesienie w całości zbudowane ze skał metamorficznych łupków łyszczykowych i gnejsów gierałtowskich. Szczyt i zbocza wzniesienia pokrywa niewielkiej grubości warstwa młodszych osadów glin, żwirów, piasków i lessów z okresu zlodowaceń plejstoceńskich i osadów powstałych w chłodnym, peryglacjalnym klimacie.

## Roślinność
Wzniesienie w całości porośnięte monokulturowym lasem świerkowym regla dolnego z domieszką drzew liściastych.

## Turystyka
Wschodnim i północnym zboczem wzniesienia w niewielkiej odległości od szczytu prowadzi  szlak turystyczny z Bielic do Stronia Śląskiego przez Przełęcz Dział.